# 혼다 NT1100
혼다 NT1100(영어: Honda NT1100)은 일본의 모터사이클 및 자동차 제조업체인 혼다에서 생산하는 스포츠 투어링 모터사이클이다. 2021년에 출시되었으며 유럽 시장을 위해 제작되었다.

## 제원
엔진은 혼다 CRF1100L 아프리카 트윈과 비교하여 약간 수정되었다. NT1100은 최고 속도 200 km/h (120 mph)에 도달한다.

### 변속기
NT1100은 6단 수동변속기를 사용하며, 선택적으로 듀얼 클러치 변속기(DCT)로 사용할 수 있고 10 kg (22 lb) 더 무겁다. 마지막 NT 모델인 혼다 NT700V 도빌과 달리 엔진 동력은 카단 샤프트가 아닌 체인으로 뒷바퀴에 전달된다.

### 연료 공급
연료 탱크는 20.4L를 수용한다. 제조업체가 명시한 WMTC 소비량 5L/100km 또는 시험 소비량(듀얼 클러치 변속기 장착 시) 최대 6L/100km를 기준으로 하면 약 330–400 km (210–250 mi)의 주행 거리를 제공한다. NT1100은 배기 후처리를 위해 조절식 촉매 변환기를 장착하고 있다.

### 차대
차대는 CRF1100L 아프리카 트윈과 유사하게 볼트 고정식 알루미늄 후면이 있는 튜블러 스틸 프레임을 기반으로 한다.